# Castello di Karlštejn
Il castello di Karlštejn (in ceco Hrad Karlštejn, in tedesco Burg Karlstein) è un castello della Boemia Centrale, regione della Repubblica Ceca, circa 30 km a sud-ovest della capitale Praga, nel comune omonimo.

## Storia

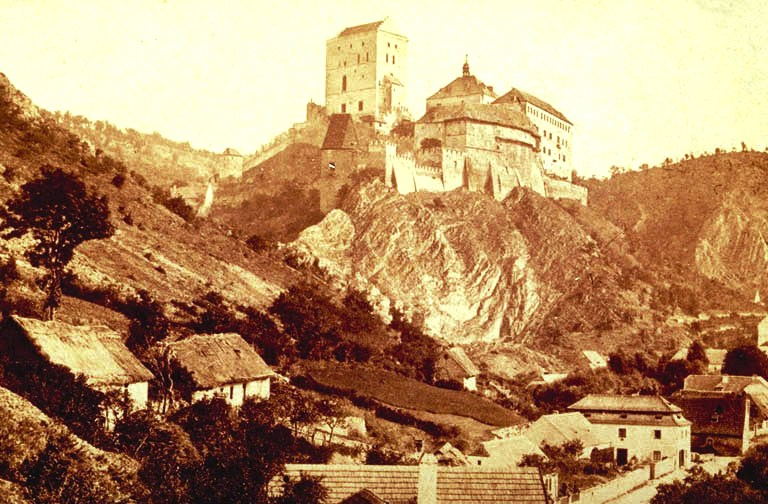
Il castello prima della ricostruzione di Josef Mocker, fotografia di František Fridrich (1870)

Carlo IV di Lussemburgo commissionò, nell'arco del suo periodo a capo del Regno di Boemia, l'edificazione di vari castelli: tra questi spicca il complesso del Karlštejn, da lui voluto allo scopo primario di avere un luogo sicuro per riporre i gioielli della corona, gli archivi di Stato e la biblioteca, che sarebbero rimasti in quella sede per quasi duecento anni.
La costruzione del castello prese avvio nel 1348 per ordine di Carlo IV; l'edificio era sostanzialmente terminato nel 1365, quando venne dedicata la cappella della Santa Croce nella torre maggiore.
Nel corso dei secoli, il castello venne rimaneggiato più volte: nel 1480 in stile gotico, nel XVI secolo in stile rinascimentale e tra il 1887 e il 1899 in stile neogotico.
Negli anni 1520-1530 fu edificato il palazzo del Burgravio.
Nel 1620, durante la guerra dei trent'anni, fu conquistato dal Feldmaresciallo Karel Bonaventura Buquoy e sottoposto all'autorità imperiale di Ferdinando II.

## Struttura dell'edificio

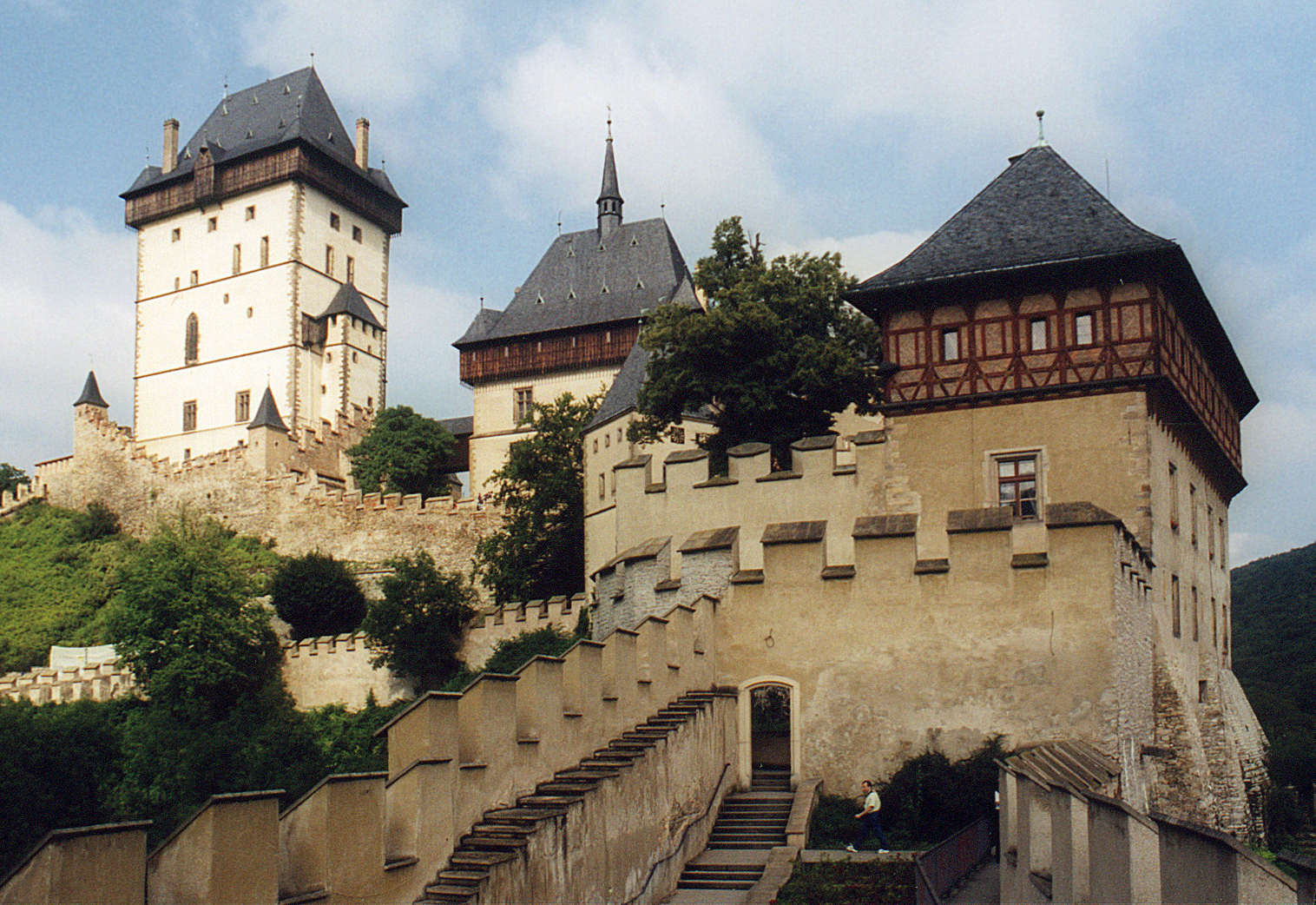
Il fronte del castello.

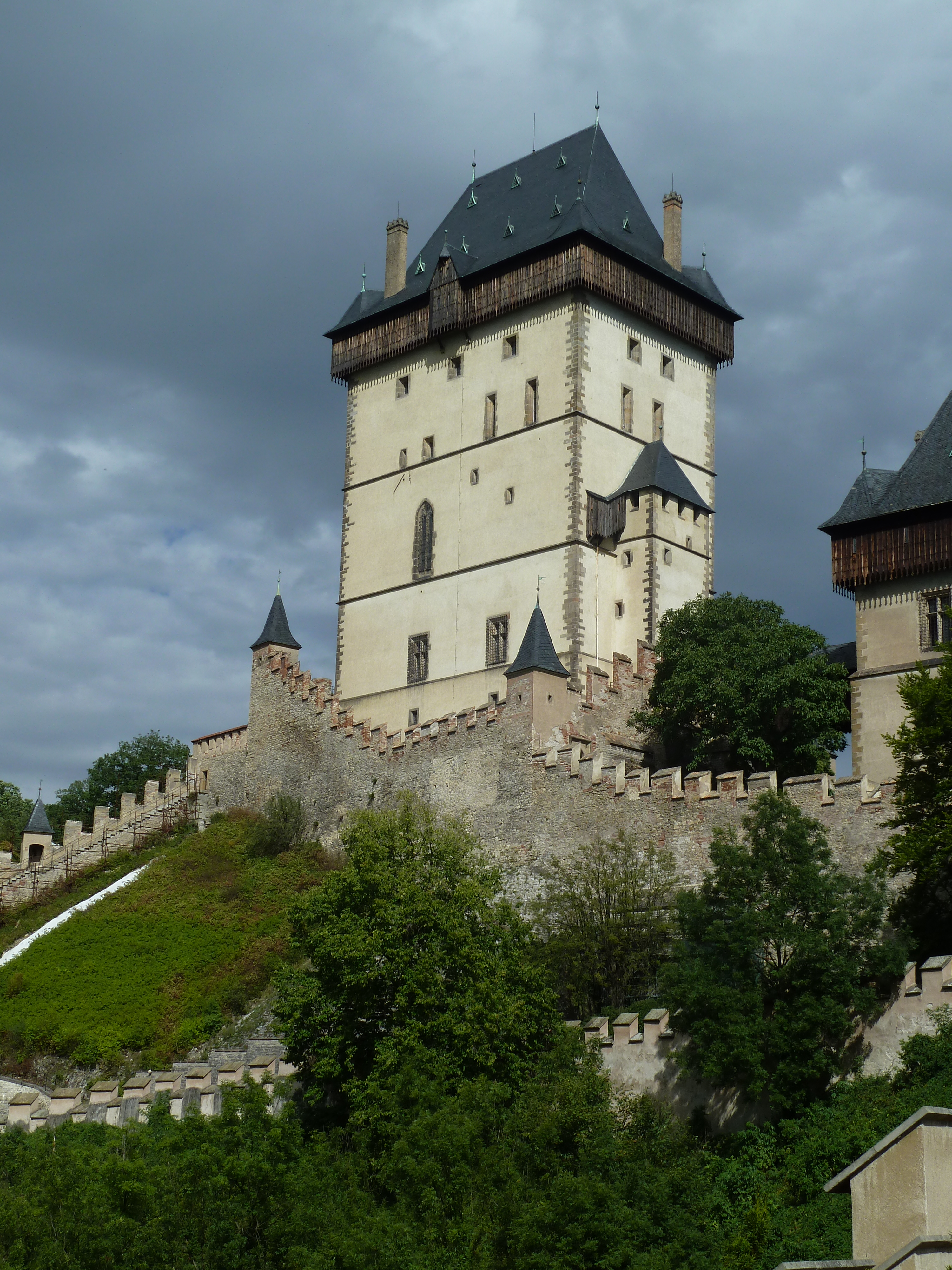
Il mastio.

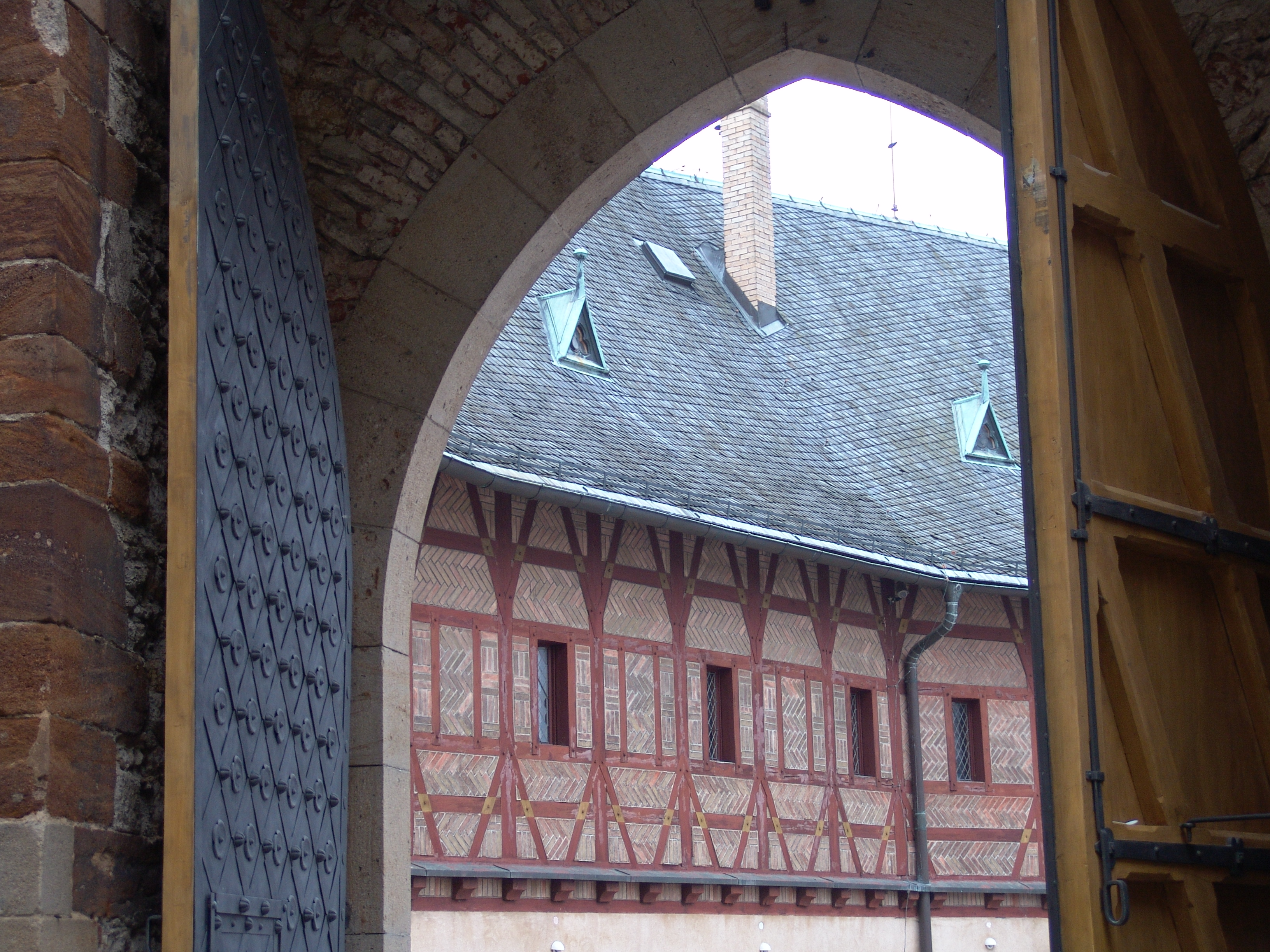

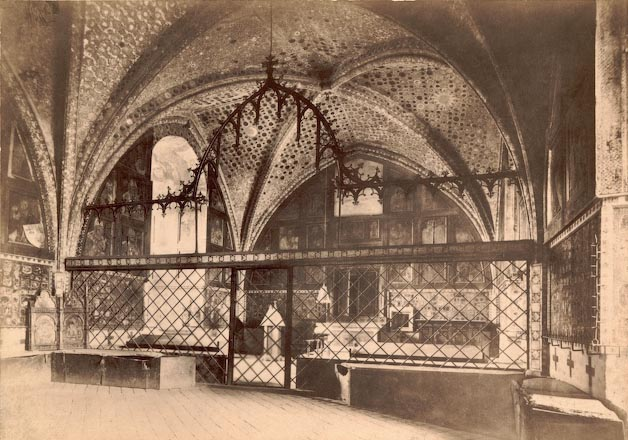
La Cappella della Santa Croce in una stampa del 1878.

La struttura massiccia del castello, le cui pareti hanno fra i 5 e i 6 metri di spessore, contiene non meno di cinque cappelle (tra le quali sono pregevoli quella dedicata alla Vergine e quella dedicata a santa Caterina d'Alessandria).
Nella grande torre del castello, una scala a chiocciola decorata con scene della vita dei santi Venceslao e Ludmila, patroni della Boemia vissuti nel X secolo, conduce alla famosa cappella della Santa Croce.

### Interno della cappella della Santa Croce
Questa cappella, dedicata alla Passione di Gesù, fu progettata come uno scrigno per conservare i gioielli della corona del Regno di Boemia (oggi custoditi nel palazzo presidenziale di Hradčany a Praga) e le reliquie più preziose raccolte da Carlo IV; per ragioni di tutela del patrimonio storico e artistico, l'accesso ai visitatori viene limitato nel numero di persone e nel tempo di permanenza concesso, ed è possibile solo nel contesto di visite guidate, nei mesi da maggio a novembre.
È il luogo dove meglio si può intuire e apprezzare il grande culto delle reliquie che caratterizzò la devozione personale di Carlo IV. È il centro ideale del castello, si trova infatti nella torre-bastione.  La cappella non è orientata verso l'uscita, perché si doveva fare in modo che l'altare potesse appoggiarsi sul muro più solido, quello a nord, nel quale fu ricavata l'abside. Fu dedicata nel 1365, dopo essere stata arredata con grande spesa.
Le vele delle volte sono dipinte di blu e decorate con centinaia di stelle luccicanti in foglia d'oro. I costoloni sono dorati e le chiavi di volta argentate e decorate con pietre preziose.
Le finestre sono realizzate in pietra traslucida semipreziosa. Lo zoccolo è decorato con più di duecento pietre semipreziose, incastonate in una superficie di stucco dorato alta più di un metro e stampigliata in modo continuo con le iniziali del Re (K), l'aquila e la corona imperiali. Questo zoccolo è sormontato da una serie di 137 tavole con busti a grandezza umana di santi, martiri e angeli, la maggior parte dei quali è ritratta in modo da apparire come se stesse guardando in basso, verso l'interno della fastosissima cappella. Fu Carlo stesso il committente della maggioranza di quelle tavole dipinte, affidate al celebre Magister Theodoricus, attivo a Praga dal 1330 al 1370 circa, il primo pittore ceco la cui esistenza e opera è confermata da documenti. L'incarico lo mette in luce come il pittore prediletto dall'imperatore: egli riuscì a portare a termine l'opera prima del 1370, il che significa in meno di cinque anni, fatto non trascurabile per l'epoca.
Tutta la decorazione della cappella è legata, semanticamente, alle reliquie della Passione. Il punto di contatto fra il potere spirituale e quello temporale si dà nella segnatamente nella figura di Gesù Cristo, per la sua doppia natura, umana e divina; perciò tutto ciò che riguarda il Figlio di Dio, mediatore tra Dio e l'umanità, diventa oggetto di primario interesse da parte di ogni monarchia occidentale. Risulta da documenti storici che, come si è detto, la cappella conteneva i tesori della corona, ma solo i più preziosi: la croce imperiale dell'epoca di Enrico III (XI secolo), una croce d'oro fatta eseguire da Carlo IV (che è andata perduta ma che è riprodotta in ben tre affreschi nel castello in questione), le reliquie conservate in due reliquiari (uno dei due è a forma di croce, dorato e di considerevoli dimensioni).
I riferimenti alla Passione non terminano qui: sopra lo zoccolo ornato sono collocate sulle pareti le tavole di Magister Theodoricus, una è contigua all'altra. Queste sono importanti oltreché per la loro espressività e qualità artistica, per il loro valore liturgico: infatti sono tutte dei reliquiari, visto che nelle relative cornici è stata inserita una reliquia del santo rappresentato. Queste sono la testimonianza di un programma iconografico preciso ed ampio, che possiamo leggere partendo dal presbiterio: vicino all'altare le reliquie più importanti sono associate direttamente alle insegne imperiali, poi le pareti sono appunto coperte dalle tavole-reliquiari disposte su quattro ordini nei quali sono allineati santi cavalieri, sante vergini, vedove, santi vescovi, abati benedettini, apostoli e testimoni del mistero della Croce. Non sembra che esistano altri luoghi paragonabili a questa così singolare sintesi di devozione da una parte e scrupoli classificatori dall'altra.
Vi sono segnatamente due elementi di questo allestimento che testimoniano come la cappella sia un punto di svolta importantissimo verso un nuovo gusto artistico:
1. L'attenzione per il ritratto, la quale anticipa il culto umanistico per le immagini degli uomini illustri, anche se qui, il ritratto non ha ancora una funzione autonoma, ma ha valore soltanto in quanto legato al segno tangibile dato dalla reliquia.
2. Il carattere di primitiva didascalia che vengono ad assumere le singole tavole nei confronti del contenuto: potremmo forse dire che anticipano uno dei caratteri tipici del museo.

È dunque immediatamente chiaro il valore religioso ma anche materiale, estetico, storico che questa Cappella trasmette. Fajt riporta quanto scrisse Beneš Krabice z Veitmile, il cronista principale dell'imperatore: «In tutto il mondo non c'è un castello o una cappella così preziosa e meritevole come la Cappella della Santa Croce a Karlštejn».

## Storia recente

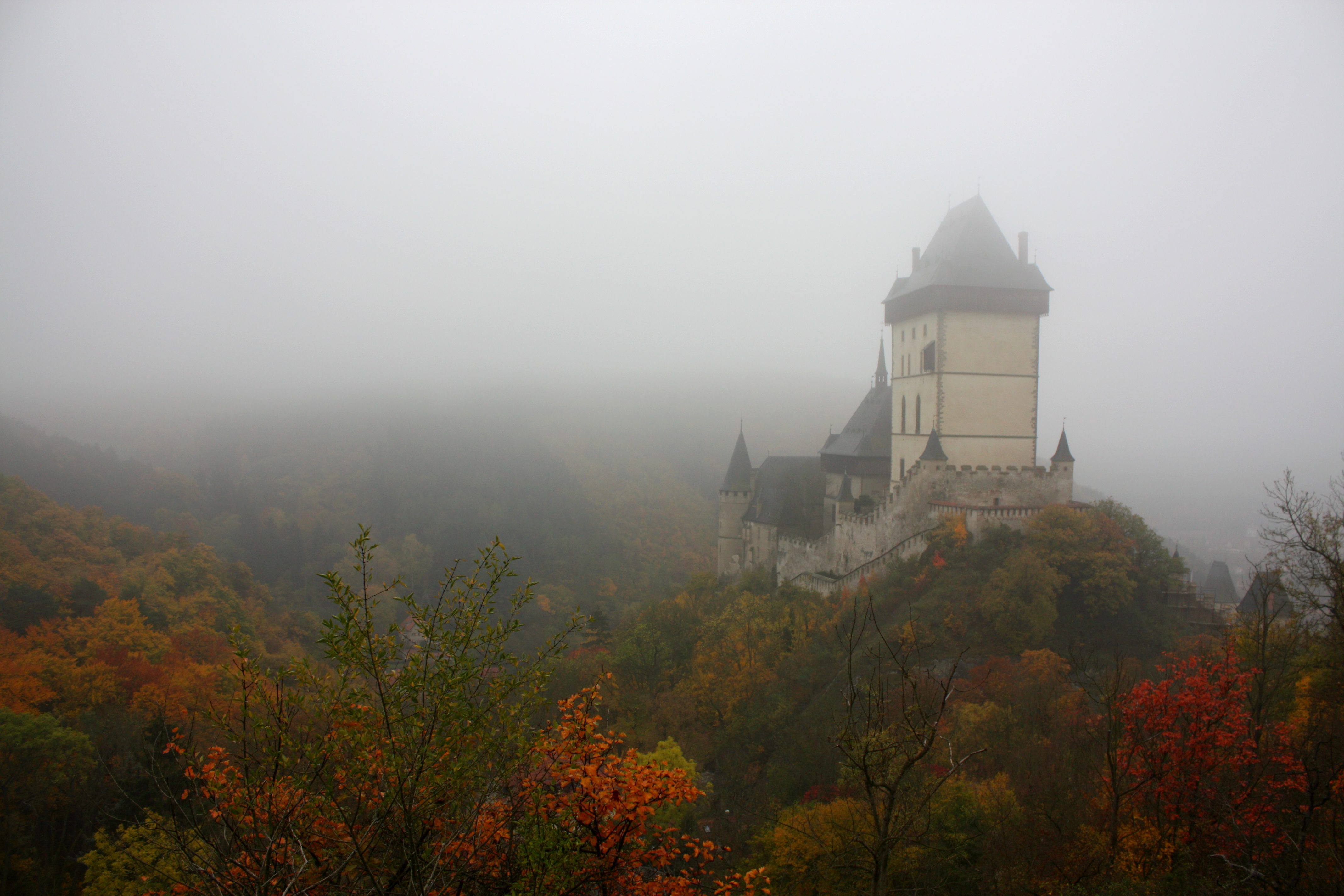
Il castello nelle nebbie autunnali.

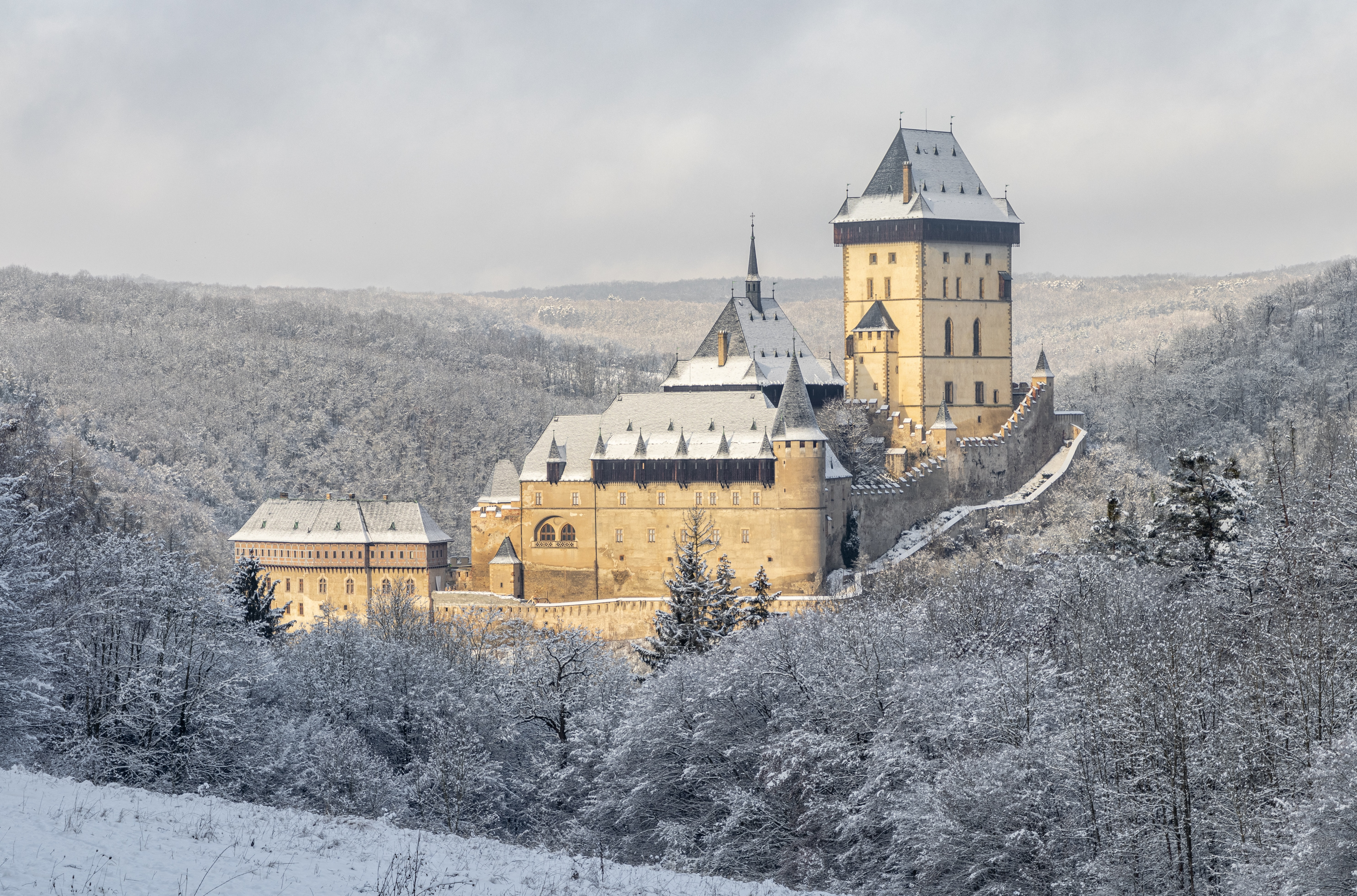
Il castello innevato.

Nel corso dell'ultimo grande restauro del castello, avvenuto alla fine del XVIII secolo sotto la direzione dell'architetto Josef Mocker, è stato trovato in una parete del castello quello che è stato chiamato "il piccolo tesoro del Karlštejn". Si tratta di una consistente raccolta di oggetti di uso domestico. Ne fanno parte quattro scodelle rare, una collezione di accessori di vario tipo per l'abbigliamento, due grandi fibule da mantello, una specie di piccola ampolla da appendere, una fibbia decorata in metallo, molte altre fibbie decorate con vari motivi. Il gruppo più consistente di questo "tesoro" rimane comunque quello dei bottoni: circa 150 pezzi dalle forme e dimensioni più svariate. Questa consistentissima raccolta testimonia come nel periodo ci sia stato un incremento rapido del mercato orafo alla corte del Lussemburgo, anche perché l'uso dell'oro è in questo caso esteso ad oggetti il cui uso non riguarda l'ambito liturgico.
Quando nel 1354 l'imperatore Carlo IV passò per il Veneto, egli stesso, o forse la moglie Anna di Świdnica, commissionò al pittore italiano Tomaso Da Modena due tavole per il Karlštejn. Entrambe le tavole sono firmate: si tratta di un trittico e un dittico.  Il trittico è composto di tre tavole, appunto. Quella centrale rappresenta una Madonna con bambino, le laterali recano un san Venceslao e un san Palmazio. La tavola è stata riportata a Karlštejn nel 1919 dalla Galleria Imperiale di Vienna dove era stata portata per garantire una migliore conservazione.
Il dittico invece è una Imago Pietatis: una Madonna nella tavola di sinistra e un Christus passus in quella di destra. La testa del Cristo è completamente sparita e l'arcangelo che era rappresentato nella cuspide che sormonta le tavole non è più leggibile. Non si sa esattamente dove questo dittico fosse collocato originariamente, forse era nel castello del Karlštejn, ma non nella cappella della Santa Croce.
Nel castello è stato allestito un museo in cui sono conservati dipinti bizantini e medievali.